# Famille Bestoujev
La famille Bestoujev, Bestoujeff, Bestouchev ou Bestoucheff, en russe Бесту́жев, est une ancienne famille russe.
Famille d'origine britannique, fondée par Gabriel Best ou Bestwich (Bestouj en russe, d'où le patronyme familial), qui se mit en 1403 au service de Vassili Ier. L'un de ses fils, surnommé Riouma, est la tige des Bestoujev-Rioumine. 
Ses membres les plus remarquables furent : 
- Alexander Fedoseyevich Bestoujev (1761-1810), homme politique et éducateur, père de Nikolaï et de Mikhail ;
- Alexis Petrovitch Bestoujev-Rioumine (1693-1768), chancelier de Russie et sénateur ;
- Alexandre Bestoujev (1795-1837), écrivain russe, entra en 1825 dans une conspiration contre l'empereur Nicolas Ier de Russie ;
- Nikolaï Bestoujev (1791-1855), son frère,  écrivain, aquarelliste, peintre, inventeur, économiste, historien, physicien, ethnologue et officier de marine ;
- Mikhail Bestoujev (1800-1871), frère des précédents, officier, un des décembristes.
- Constantin Bestoujev-Rioumine (1829-1897), précepteur du grand-duc Constantin de Russie, historien ;
- Michel Pavlovitch Bestoujev-Rioumine (1801-1826), lieutenant d'artillerie russe, entra en 1825 dans une conspiration contre l'empereur Nicolas Ier de Russie.